# شعب الناوا

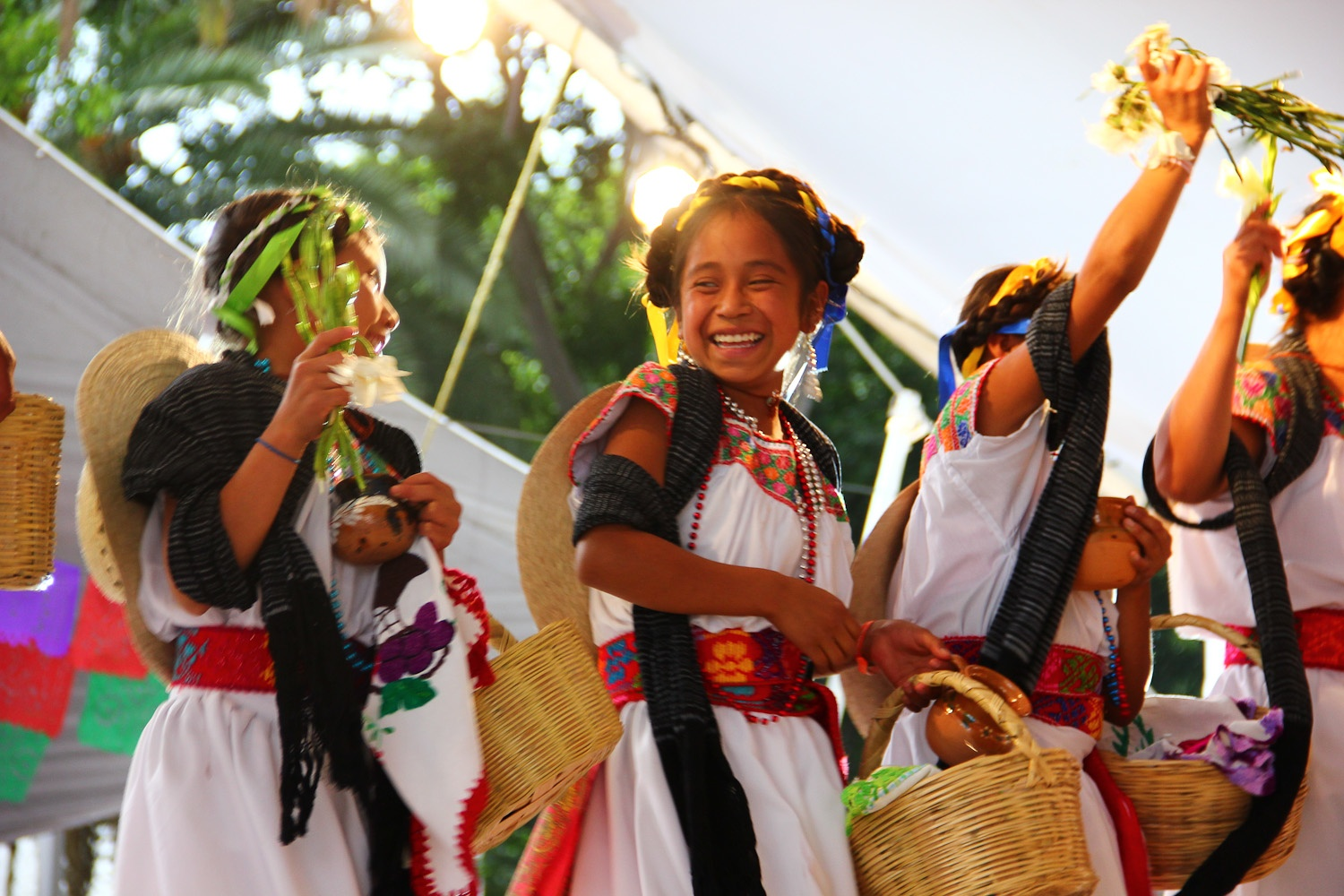

شعب الناوا هم مجموعة من السكان الأصليين في المكسيك والسلفادور، وجِدُوا أيضًا عبر التاريخ في أجزاء من غواتيمالا وهندوراس ونيكاراغوا. يُشكل شعب الناوا أكبر مجموعة من السكان الأصليين في المكسيك وثاني أكبر مجموعة في السلفادور. تعود حضارات الأزتيك والتولتيك في أصلها العرقي إلى الناوا.
تتكون لغاتهم الناوانية، أو الناواتلية، من لهجات عديدة، تتسم العديد منها بعدم الوضوح المتبادل. يتحدث حوالي 1.5 مليون شخص من الناوا باللغة الناواتلية ويتحدث مليون آخر باللغة الإسبانية فقط. ما يزال أقل من 1000 شخص من الناطقين الأصليين باللغة الناواتلية موجودين في السلفادور.
يُقتَرح أن تكون شعوب الناوا قد نشأت في أريدوأميركا، وبالتحديد في مناطق تُعرَف في الوقت الحاضر بشمال غرب المكسيك. انفصلوا عن غيرهم من الشعوب الناطقة باللغات اليوتو أزتيكة وهاجروا إلى وسط المكسيك حوالي 500 م. ثم استقر الناوا في حوض المكسيك وحوله وانتشروا ليصبحوا الفئة الأكبر في وسط المكسيك. على أي حال، ظهر السكان الناطقين بالناواتلية ضمن مجموعات سكانية أقل عددًا في جميع أنحاء أمريكا الوسطى.
لم توجد هوية موحدة لشعب الناوا في الحقبة ما قبل الكولومبية، وبدلاً من ذلك حُددت هوية الأشخاص بناءً على القبيلة والأتليبيتل. يُشتَق اسم الناوا من اسم اللغة. لهذه الأسباب، قد يكون من المفيد النظر إلى شعب الناوا على أنه مجموعات عرقية مختلفة تتحدث بلغات متشابهة، بدلاً من اعتبارهم مجموعة عرقية واحدة.

## التسمية
يُشتَق اسم الناوا من الكلمة الناواتلية الأصل ناوا، والتي تعني عمومًا «مسموعة، مفهومة، واضحة» مع اشتقاقات مختلفة بما في ذلك «اللغة» (وبالتالي فإن كلًا من ناوات أي «التحدث بوضوح» و ناواتل تعنيان «شيء يصدر صوت متناغم» و «شخص يتحدث جيدًا أو يتحدث بلغته الخاصة»). استُخدم الاسم بشكل معاكس لبوبولوكا من [popoˈloka]، «أي التحدث بشكل غير مفهوم» أو «التحدث بلغة أجنبية». المصطلح الآخر ذو الصلة هو نواتلاكاتل (المفرد) أو نواتلاكاه (الجمع) وتعني حرفيًا «الأشخاص الناطقين بالناواتلية».
يُشار إلى شعب الناوا أحيانًا باسم الأزتيك. تراجع استخدام هذا المصطلح للإشارة إلى شعب الناوا عمومًا بعد اتساع دائرة المعارف حولهم، على الرغم من استمرار استخدامه في إمبراطورية الأزتك. أطلق عليهم اسم مكسكاتل (المفرد)، مكسكا (الجمع) أو مكسيكانوس باللغة الإسبانية أي «مكسيكيين»، على إثر شعب المكسيكا، وهم إحدى قبائل الناوا التي أسست إمبراطورية الأزتيك.

## الجغرافيا
في مطلع القرن السادس عشر، احتل شعب الناوا أراضٍ تمتد عبر أمريكا الوسطى جنوبًا مثل بنما. ومع ذلك، توضع مركزهم الأساسي في وسط المكسيك، والذي تضمن وادي المكسيك، ووادي تولوكا، والنصف الشرقي لحوض نهر مصقلة، وما يُعرف اليوم بتلاكسكالا ومعظم بويبلا، مع الأخذ بعين الاعتبار وجود مجموعات لغوية وإثنية أخرى في هذه المناطق أيضًا. وجِد الناوا أيضًا بأعداد كبيرة في السلفادور وجنوب شرق فيراكروز وكوليما وميتشواكان الساحلية. كانت الناواتلية الكلاسيكية لغة مشتركة في وسط المكسيك قبل الغزو الإسباني بسبب هيمنة الأزتك، ولم يُكتَفى بالحفاظ على دورها فحسب بل تم توسيعه في المرحلة الأولية من الحكم الاستعماري، بتشجيع من الإسبان كلغة للأدب وأداة للتحويل الديني لمختلف شعوب أمريكا الوسطى. سُميت العديد من الأماكن بأسماء نواتلية على الرغم من عدم تشكيل الناوا العدد الأكبر من السكان في تلك المناطق (بما في ذلك أسماء كل من غواتيمالا وعدة ولايات مكسيكية)، ويعود ذلك إلى توسع النفوذ الأزتيكي قبل وصول الإسبان، والغزوات الإسبانية التي كان فيها التلاكسكالتيك بمثابة القوة الرئيسية، واستخدام الناواتلية كلغة مشتركة.
يمكن اعتبار شعب البايبل في السفادور آخر الشعوب الجنوبية من الناوا اليوم. يتركز شعب الناوا في المكسيك في وسط البلاد، مع تواجد معظم الناطقين في ولايات بويبلا وفيراكروز وهيدالغو وغيريرو وسان لويس بوتوسي. على أي حال، تتوزع المجموعات السكانية الأصغر في جميع أنحاء البلاد بسبب التنقلات السكانية الأخيرة داخل المكسيك. ظهر شعب الناوا خلال نصف القرن الأخير في الولايات المتحدة، خاصة في مدن نيويورك ولوس أنجلوس وهيوستن.

## نبذة تاريخية

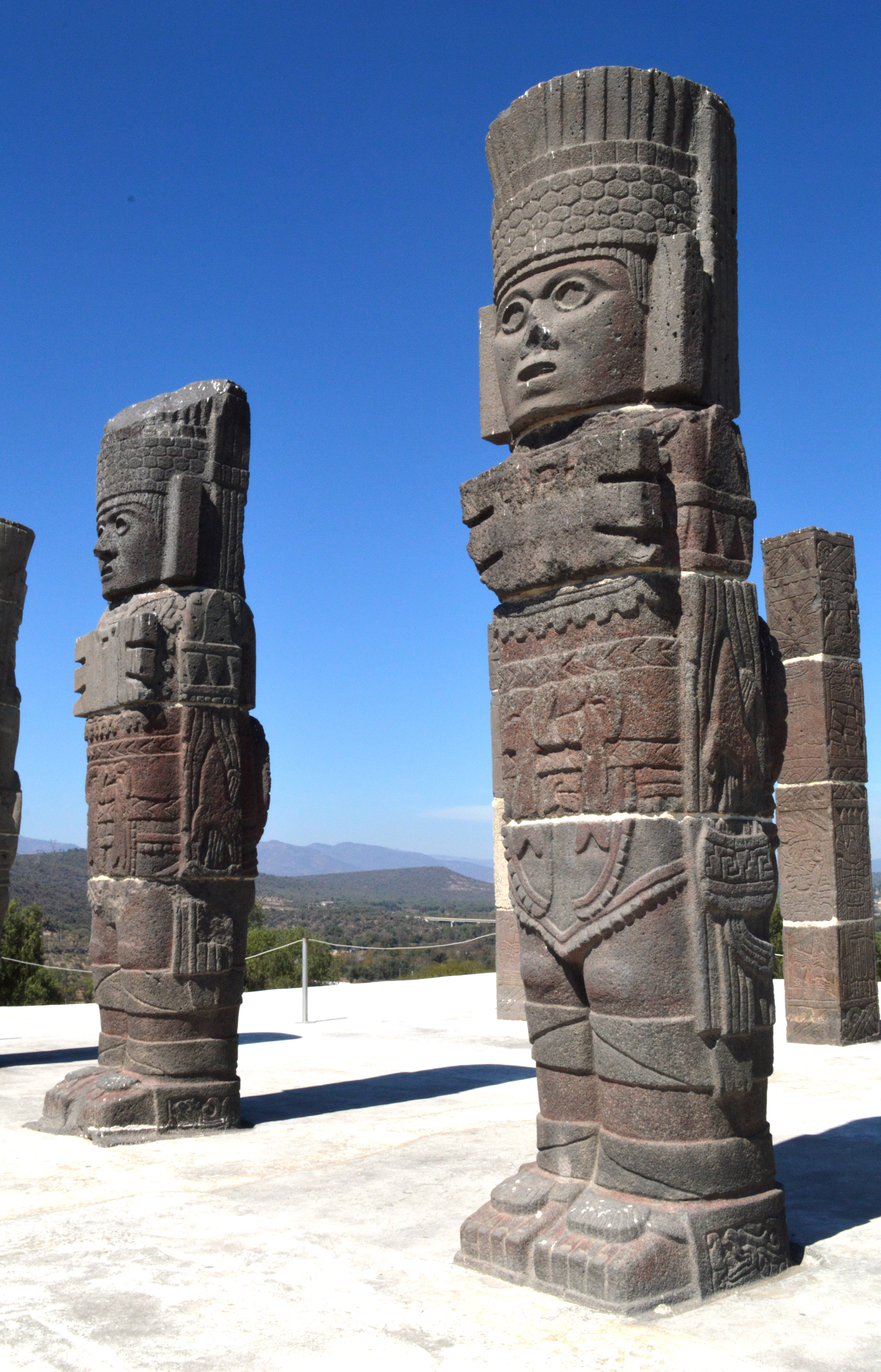
أتلانتس الهرم ب في تولا

### الحقبة ما قبل الكولومبية
تشير الدلائل الأثرية والتاريخية واللغوية إلى ظهور شعب الناوا في الأصل في صحراء شمال المكسيك (أريدوأمريكا) وهجرتهم إلى وسط المكسيك في عدة موجات. يمكننا تأكيد هذه النظرية من خلال وجود المكسيكانيروس (الناطقين بإحدى اللهجات الناواتلية) في هذه المنطقة حتى يومنا هذا. ربما عاش الناوا لفترة من الوقت في شمال غرب المكسيك إلى جانب شعوب الكورا والويتشول قبل دخولهم أمريكا الوسطى. كان الناطقون بلغة البوشوتك أول مجموعة من الناوا ممن انفصلوا عن المجموعة الرئيسية، واستقرت المجموعة المنفصلة على ساحل المحيط الهادئ في أواكساكا في وقت مبكر من عام 400 قبل الميلاد. وصل الناوا إلى السلطة سريعًا وذلك انطلاقًا من عام 600 ق.م تقريبًا في وسط المكسيك وتوسعت سلطتهم لتشمل المناطق التي احتلتها في السابق الشعوب الناطقة بلغات الأوتو مانغوان والتوتوناكان والهواستيك. اعتمد شعب الناوا خلال اندماجهم في ثقافة أمريكا الوسطى على العديد من الخصائص الثقافية بما في ذلك زراعة الذرة والتمدن، والممارسات الدينية التي تضمنت تقويمًا شعائريًا مكونًا من 260 يومًا، وتقديم التضحيات الإنسانية وبناء الصروح المعمارية واستخدام الكتابة اللوغرافية.
حوالي عام 1000 م، بسط شعب التولتيك، صاحب العرقية الناواتلية كما هو مفترض، سيطرته على معظم وسط المكسيك متخذين من مدينة تولان شيكوكوتيتلان مركزًا للحكم.
اعتُبر شعب الناوا انطلاقًا من هذه الفترة المجموعة العرقية المهيمنة في وادي المكسيك وما وراءه، واستمرت الهجرات القادمة من الشمال. تلا انهيار التولتك فترة من التنقلات السكانية الكبيرة ووصلت بعض مجموعات الناوا مثل بايبل ونيكاراو إلى نيكاراغوا في أقصى الجنوب. وتصارعت مجموعات الناوا المختلفة في وسط المكسيك والمتمركزة في دول المدن «ألتيبيتل» الخاصة بها بهدف تحقيق الهيمنة السياسية. حكم الشوتشيميلكا، ومقرهم شوتشيميلكو، منطقة جنوب بحيرة تيكسكوكو. حكم التيبانيك المنطقة الغربية وحكم الأكولوا المنطقة شرق الوادي. استقرت واحدة من آخر هجرات الناوا التي وصلت إلى الوادي على جزيرة واقعة في بحيرة تيكسكوكو وشرعت في إخضاع القبائل المحيطة بها. كانت هذه المجموعة المهاجرة هي المكسيكا التي أصبحت خلال الثلاثمئة عام التالية المجموعة العرقية المهيمنة في أمريكا الوسطى متخذين من تينوتشيتلان العاصمة مركزًا لحكمهم. شكلوا إمبراطورية الأزتك بعد التحالف مع شعب التيبانيك والأكوهوا المستقرين في تيكسكوكو، ونشروا التأثير السياسي واللغوي للناوا جيدًا في أمريكا الوسطى.